# Ligne de l'East London
La ligne de l'East London (en anglais : East London line), dite aussi East London Line Extension (ELLX) (en), est une ancienne ligne du métro de Londres, ouverte en 1869 sous le nom de East London Railway Elle fut fermée le 22 décembre 2007 afin d'être reconvertie pour former une nouvelle ligne nord-sud traversant la capitale du Royaume-Uni.
Cette nouvelle ligne, comprend l'ancienne ligne et son prolongement vers Crystal Palace et West Croydon. Elle constitue depuis 2011 le barreau Nord/Sud du nouveau réseau orbital du London Overground
Cette transformation  se fait par la réutilisation et la rénovation de sections ferroviaires désaffectées, dont le plus ancien tunnel sous-fluvial du monde, le Thames Tunnel, et la construction d'un viaduc enjambant les voies de la gare de Liverpool Street et des rues du quartier de Shoreditch.
La mise en service de la première tranche de cette nouvelle infrastructure s'est faite le 27 avril et le 23 mai 2010.

## L'ancienne infrastructure
Construite en 1869 par l'East London raylway company en réutilisant le Thames Tunnel construit  entre 1825 et 1843 par Thomas Cochrane et Marc Isambart Brunel, initialement conçus pour le passage des calèches et des piétons, la ligne, longue de 7,4 km, a été intégrée dans le réseau du Métro de Londres en 1933 (où elle figurait en couleur orange sur les plans du métro).
Du fait de sa conception ferroviaire, la ligne de l'East London Line disposait du gabarit ferroviaire britannique, plus généreux que celui du Métro de Londres. Toutefois, elle était électrifiée comme le reste du réseau du métro de Londres, c'est-à-dire avec un système à quatre rails. Le quatrième rail, central, est alimenté à +420 volts continus et le troisième rail, situé entre les rails de roulement, est, lui, alimenté à -210 volts continus, qui se combinent pour fournir une tension de 630 volts.

### Gares
- Shoreditch High Street
- Whitechapel
- Shadwell
- Wapping
- Rotherhithe
- Canada Water
- Surrey Quays

À partir de Surrey Quays deux embranchements partent vers le sud :

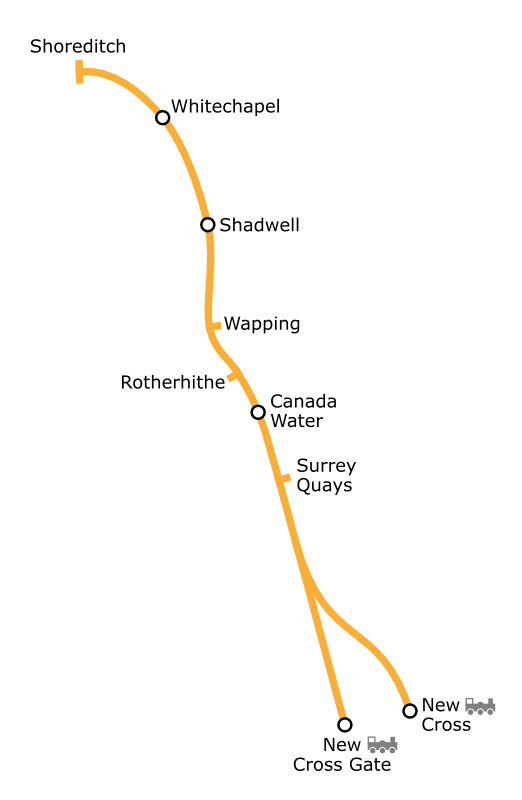
La ligne de l'East London Line

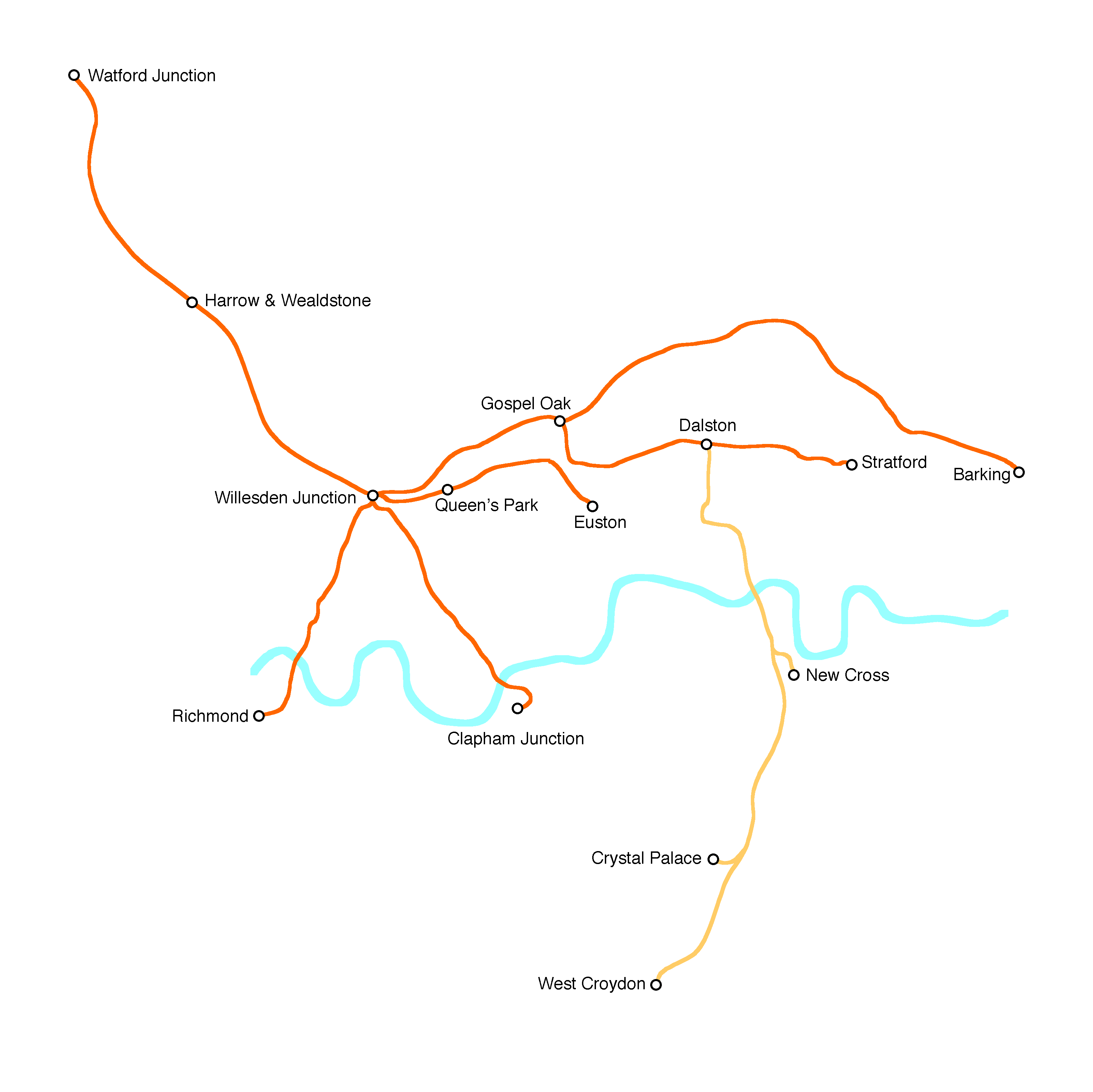
Les premières lignes du réseau London Overground.
La ligne East London est représentée en orange clair.

- New Cross Gate
- New Cross

## La nouvelle "East London Line Extension" (prolongement de cette ligne)

### Contexte et objectifs
L'East London Line Extension (ELLX) est destinée à favoriser les déplacements dans les districts de Hackney et de Tower Hamlets, quartiers populaires situés à proximité de la City mais mal desservis, bien qu'en plein développement. En effet, Tower Hamlets comprend notamment Docklands, un quartier d'affaires très dynamique. Toutefois, ces secteurs comprennent certains des quartiers les plus pauvres de la ville, et notamment plus de 75 000 habitants défavorisés. « Le projet ELLX devrait en outre avoir un impact non négligeable sur la revitalisation des quartiers situés le long du tracé, notamment les zones de Bishopsgate et Whitechapel, qui devraient connaître une intense activité d'aménagement et de revitalisation, attirant des financements du secteur privé ».
La décision de réalisation du réseau ferré orbital de London Overground, conçu dans le cadre des projets permettant l'accueil à Londres des Jeux olympiques d'été de 2012, a été le déclencheur de la réalisation de la ligne.
La première phase du projet ELLX consiste à moderniser et prolonger la ligne ELL, en vue d'offrir un niveau nettement supérieur de services ferroviaires urbains, grâce à des rames plus larges et plus longues, circulant sur une distance de 25 km entre Dalston, au nord (via Shoreditch, Hoxton et Haggerston), et West Croydon, au sud (avec des embranchements vers New Cross et Crystal Palace).
La seconde phase des travaux de ELLX, consistant en la mise en service en janvier 2011 de la ligne jusqu’à la station de Highbury & Islington, station de correspondance desservie par la Victoria line et une des lignes de l’Overground, assure la correspondance de la ligne au reste du réseau ferré orbital de London Overground. Avec un accroissement de l’offre de transport de 60 %, la fréquentation de la ligne devrait tripler à terme.
Afin d’amorcer vers l'ouest le réseau ferré orbital, une troisième phase, avec la création d'une autre branche de la ligne sur la rive sud de la Tamise de Surrey Quays à Clapham Junction, devait être terminée pour mai 2012 à l'occasion des jeux olympiques,. Mais la branche n'a en fait été ouverte qu'à partir du 9 décembre 2012

### Les travaux
La voie a été totalement refaite sur les sections de l'ELL, qui n'avaient pas été renouvelés entre 1995 et 1998, avec pose sur béton (dans les souterrains et trémies, ainsi que les ouvrages spéciaux) ou sur ballast, pour les parties sur viaducs, ou aux extrémités sud de la ligne.
La ligne a été réelectrifiée par troisième rail latéral, en aluminium, alimenté sous 750 V continu, alimenté par trois sous-stations, ce qui a permis un gain de place notamment dans le tunnel sous-fluvial. De plus, cette technique d'électrification est la solution la plus courante au sud de Londres.

### Les stations

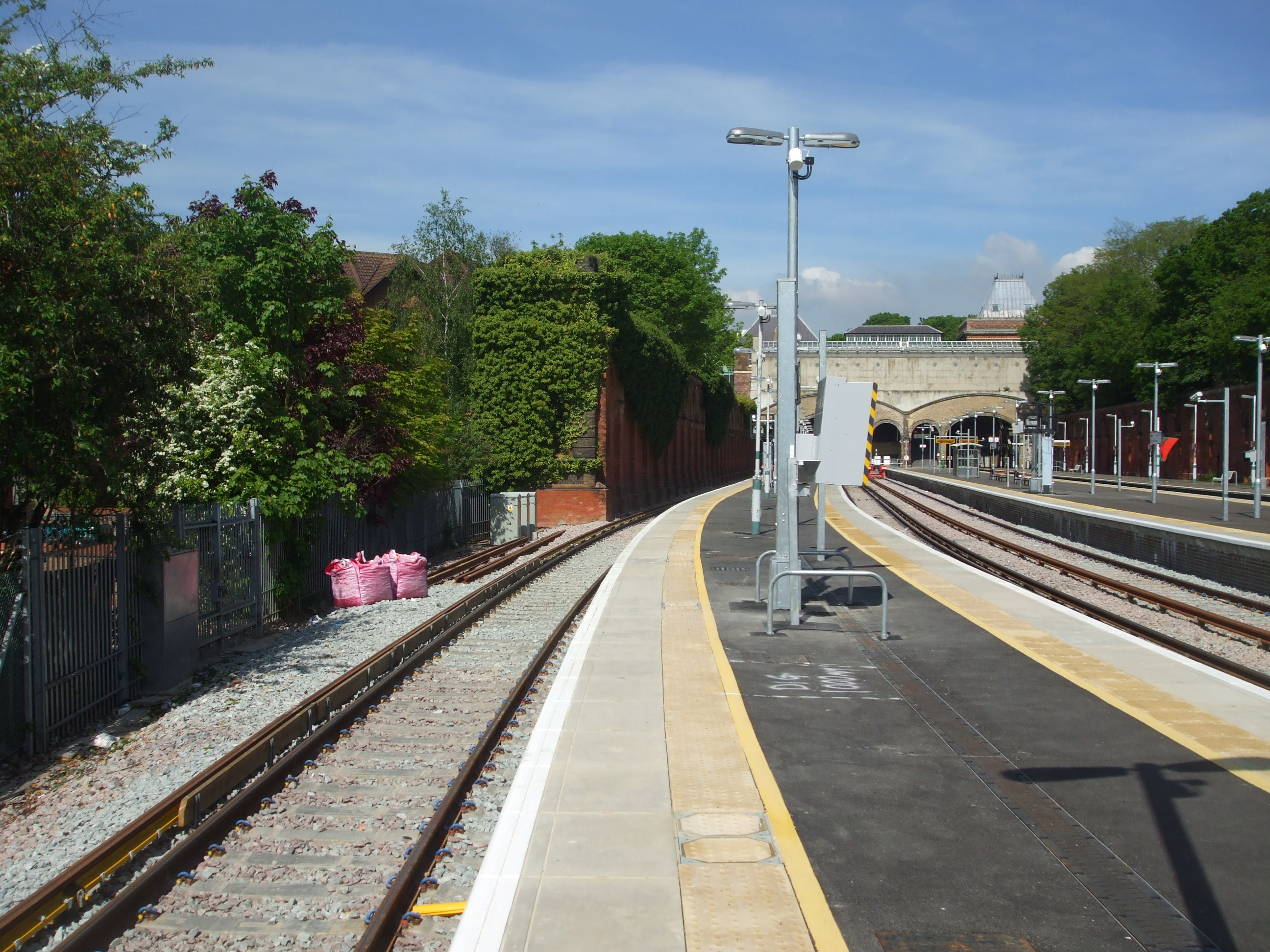
La station Crystal Palace, avec ses quais surélevés, sa voie posée sur ballast et son alimentation par troisième rail

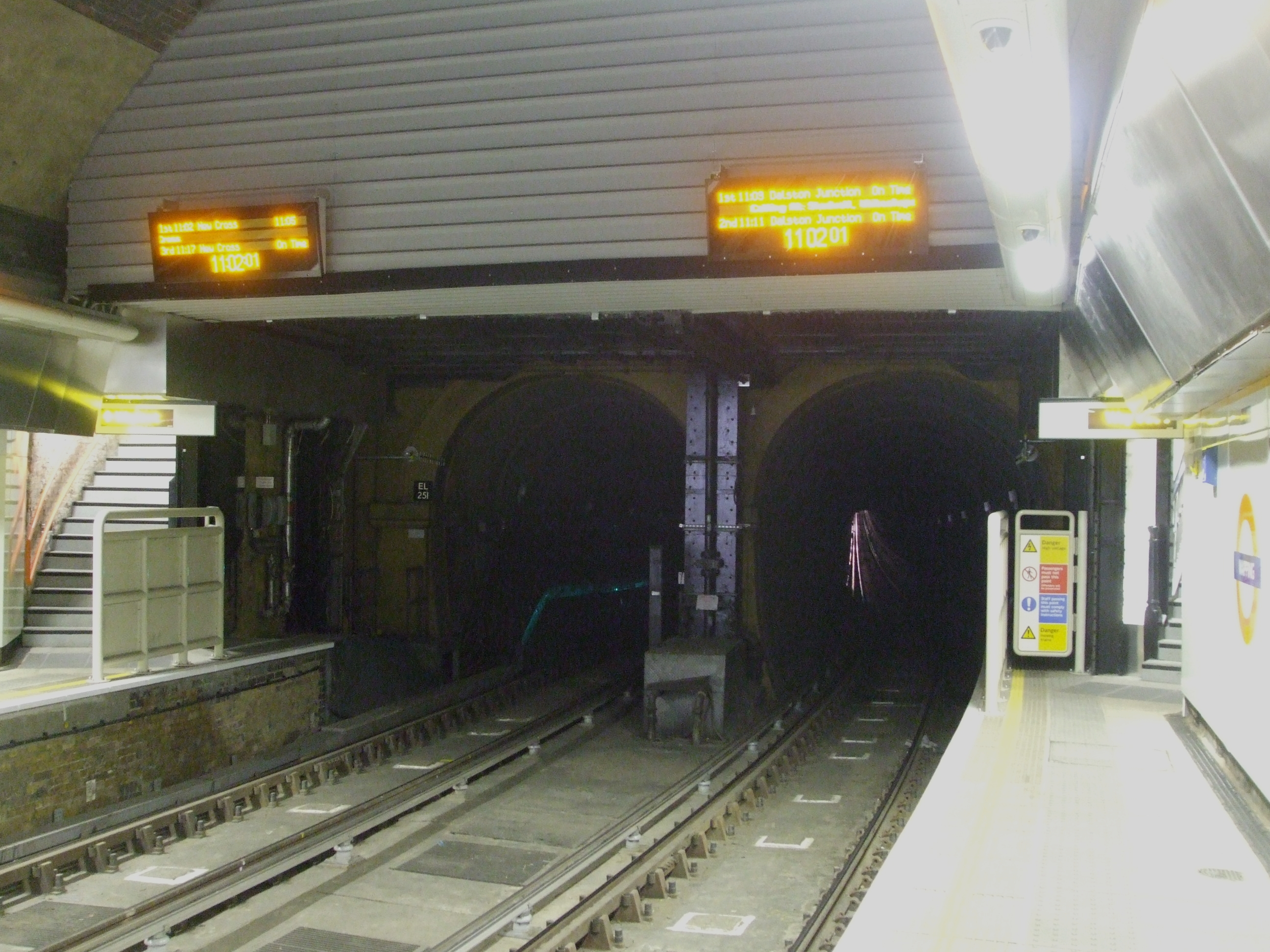
La station Wapping, vue vers le Tunnel sous la Tamise.
La voie est posée sur béton, sans ballast

Les travaux de réaménagement de la ligne ont nécessité la création de plusieurs nouvelles stations, la ligne dessert donc maintenant les stations suivantes :
- Highbury & Islington
- Canonbury
- Dalston Junction
- Haggerston
- Hoxton
- Shoreditch High Street, qui remplace l'ancienne station de Shoreditch
- Whitechapel
- Shadwell
- Wapping
- Rotherhithe
- Canada Water
- Surrey Quays
- New Cross Gate
- New Cross
- Brockley
- Honor Oak Park
- Forest Hill
- Sydenham
- Crystal Palace
- Penge West
- Anerley
- Norwood Junction
- West Croydon
- Queens Road Peckham National Rail
- Peckham Rye
- Denmark Hill National Rail
- Wandsworth Road
- Clapham High Street
- Clapham Junction

Les nouvelles stations, dotées de quais surélevés, sont accessibles aux personnes handicapées.

### L'exploitation

#### Le matériel roulant

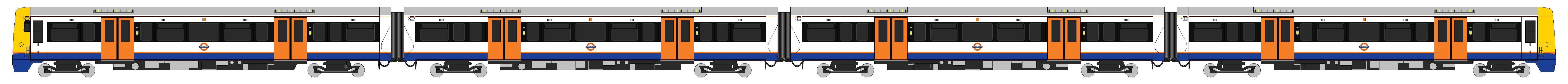
Rame de la Class 378 desservant la ligne

Transport for London a commandé en août 2006 à Bombardier 20 rames de quatre caisses à courant continu, pour la ligne d'ELLX, et 37 rames bicourant à trois caisses (mais qui seront portées à 4 caisses), qui constituent la classe 378. Ces rames, fabriquées à l'usine dont sont sorties celles de l'Electrostar, matériel bien connu sur le réseau britannique, où plus de 1600 rames de ce type circulent.

#### Remise en service
La remise en service partielle a commencé le 27 avril 2010 entre les stations de Dalston Junction et New Cross/New Cross Gate, puis la ligne a été complètement remise en service entre les stations de Dalston Junction et de West Croydon/Crystal Palace le 26 mai 2010.
En ce qui concerne la deuxième phase de ELLX qui ferme la boucle du réseau orbital du London Overground, la ligne entre Clapham Junction et Highbury & Islington a été mise en service le 9 décembre 2012.

### Statut juridique
La ligne est propriété de Transport for London entre les stations de Dalston, New Cross et New Cross Gate, mais elle est aux normes techniques et de gabarit du réseau ferroviaire britannique. Au-delà de New Cross Gate, la partie sud de la ligne appartient à Network Rail, le gestionnaire du réseau ferroviaire national britannique.

### Coût et financement
La première phase du projet ELLX est revenu à environ un milliard de livres, infrastructure et matériel roulant compris.
Il a bénéficié d'un prêt de 450 millions de livres de la Banque européenne d'investissement.